# Neocoelidia reticulata
Neocoelidia reticulata är en insektsart som beskrevs av Ball 1909. Neocoelidia reticulata ingår i släktet Neocoelidia och familjen dvärgstritar. Inga underarter finns listade i Catalogue of Life.